# 超自然的フィクション
超自然的フィクション（スーパーナチュラル・フィクション、英: supernatural fiction）は、超自然的なテーマを扱ったスペキュレイティブ・フィクションのジャンルであり、しばしば自然主義的な現実世界の仮定と矛盾するものである。

## 概説
超自然的フィクションは、広義には、怪奇小説、ホラー小説、吸血鬼文学、怪談、ファンタジーなどの例と重なる。超自然的フィクションの要素は、サイエンス・フィクションのジャンルの作品にも見られる。しかし、学者や読者、コレクターの間では、「ホラー」や「ファンタジー」、そして他のジャンルにとって重要な要素を排除した、独立したジャンルとして分類されていることが多い。超自然的フィクションが完全に受け入れていると思われるジャンルは、伝統的なゴースト・ストーリーである。
ファンタジーと超自然的フィクションのジャンルは重なり合うことが多く、それぞれが混同されることもあるが、この2つのジャンルにはいくつかの決定的な違いがある。ファンタジーは通常、空想上の生き物や魔法が普通に存在する異世界が舞台となる。しかし、超自然的な小説では、魔法やモンスターは普通ではなく、そのようなものの謎がプロットに密接に絡み合っているのが普通である。超常現象のジャンルは、現実世界に存在する超自然的な生き物や出来事に焦点を当てている。また、サスペンスやミステリーを重視し、アクションやアドベンチャーはあまり重視しない傾向がある。
推理小説に超自然的要素を取り込んだジャンルは「特殊設定ミステリー」と呼ばれている。また現実世界を舞台にオカルトや超自然的要素が絡む作品はオカルト・ディテクティブ・フィクション、サイキック・ディテクティブ、スーパーナチュラル・ディテクティブなどと呼ばれる。
超自然的な小説やドラマは、超自然的な要素が、登場人物の内面的な葛藤や、主人公と人間や超自然的な世界、社会、グループ間の劇的な葛藤についての物語に溶け込んでいる。

## 起源
『The Rise of Supernatural Fiction 1762–1800』の著者は、超自然現象小説の起源は18世紀後半のイギリスにあると述べている。1762年にはコック・レーンの幽霊の話が新聞に掲載され、現在は心霊主義への関心も高まってた。本物の幽霊を見たい、フィクションで疑似体験したいというニーズがあった。
S・L・ヴァーナードは『Haunted Presence』で次のように論じている。超自然現象への関心の始まりは、人類が神の体験を切望していることから来ており、アーサー王の騎士たちの古い神話物語でさえ、読者に「聖なるもの」の存在を感じさせているとしている。そして、この影響をさらに未来のゴシック文学の動きにまで遡っていく。 
ホラー作家として有名なH・P・ラヴクラフトは、「文学における超自然的恐怖」（1927年）というエッセイの中で、超自然的小説の起源として人間の未知への恐怖を挙げている。さらに、このジャンルのルーツがゴシック文学にあることも述べている。1847年に出版された『嵐が丘』では、舞台となる自然環境が不気味な雰囲気を醸し出している描写があり、超自然的な恐怖が文学の中で喚起された最初の事例の一つとして挙げられている。 
20世紀に入ってから、超自然的なフィクションは心理的なフィクションと結び付けられるようになった。これは、自然界のレンズでは説明できないような出来事を描写することで、超自然的なものが唯一の説明であると結論づけるものである。典型的な例としては、ヘンリー・ジェイムズの『ねじの回転』（1898年）が挙げられる。この作品では、描写された出来事に対して、超自然的な解釈と心理的な解釈の両方が提示されている。この例では、曖昧さが、超自然的なものと心理的なものの両方の効果を高めている。同じような例として、シャーロット・パーキンス・ギルマンの『黄色い壁紙』がある。